# 阿纳托尔·法朗士站 (巴黎地铁)
阿纳托尔·法朗士站（法語：Anatole France）是巴黎地鐵3號線的一個車站，位於巴黎西北部勒瓦卢瓦-佩雷。阿纳托尔·法朗士站開業於1937年9月24日，是巴黎地鐵3號線的延伸部分。車站的名稱來自於阿纳托尔·法朗士路，其得名于1921年諾貝爾文學獎得主阿纳托尔·法朗士。

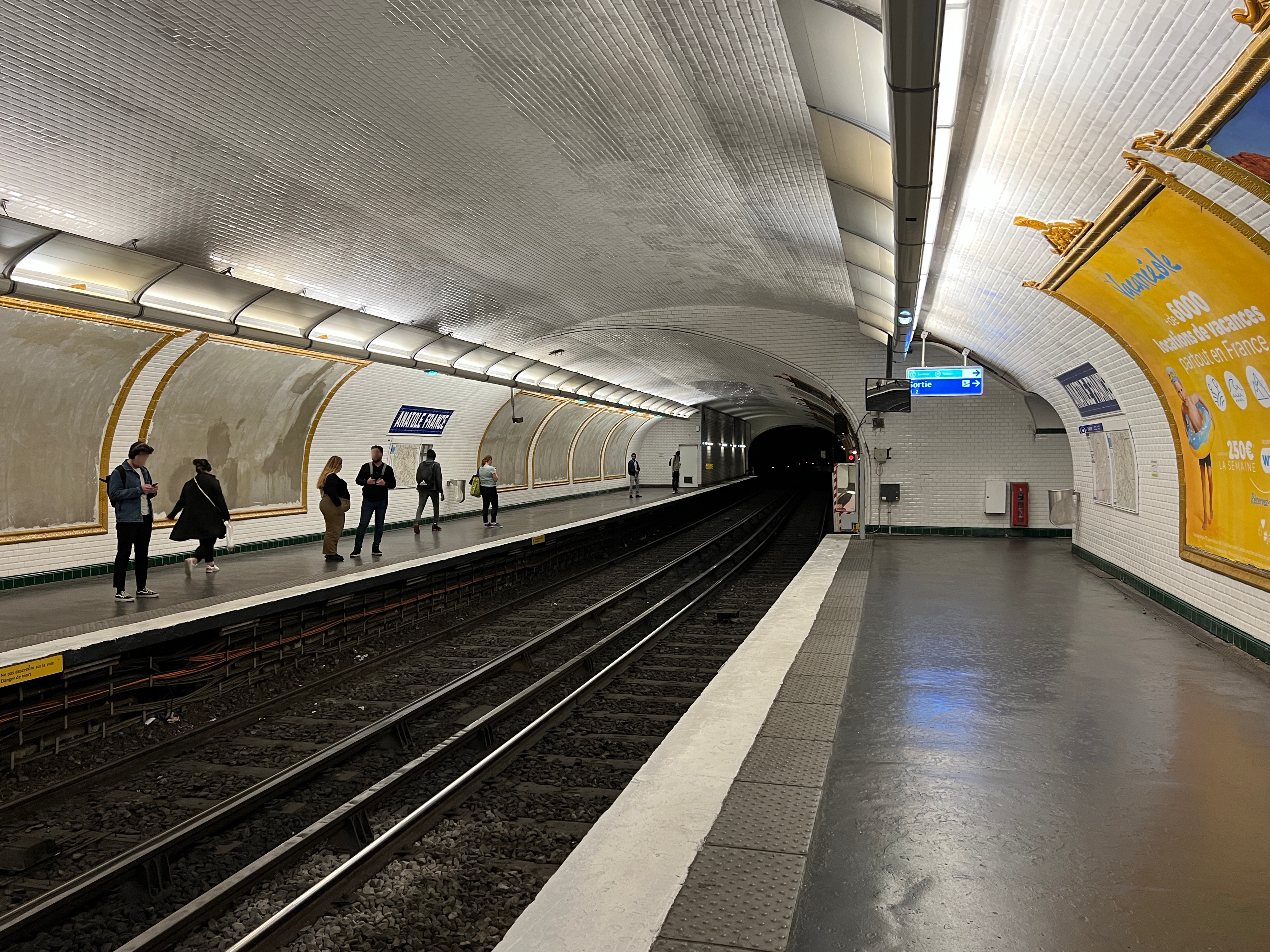
月台 (2022年7月)

## 車站結構
| 街道      |                    |                           |
| B1        | 夾層               |                           |
| 3號線月台 | 側式月台，右側開門 | 側式月台，右側開門        |
| 3號線月台 | 西行               | 往勒瓦卢瓦桥-贝孔（總站） |
| 3號線月台 | 東行               | 往加列尼（路易丝·米歇尔） |
| 3號線月台 | 側式月台，右側開門 |                           |